# ゴッタン

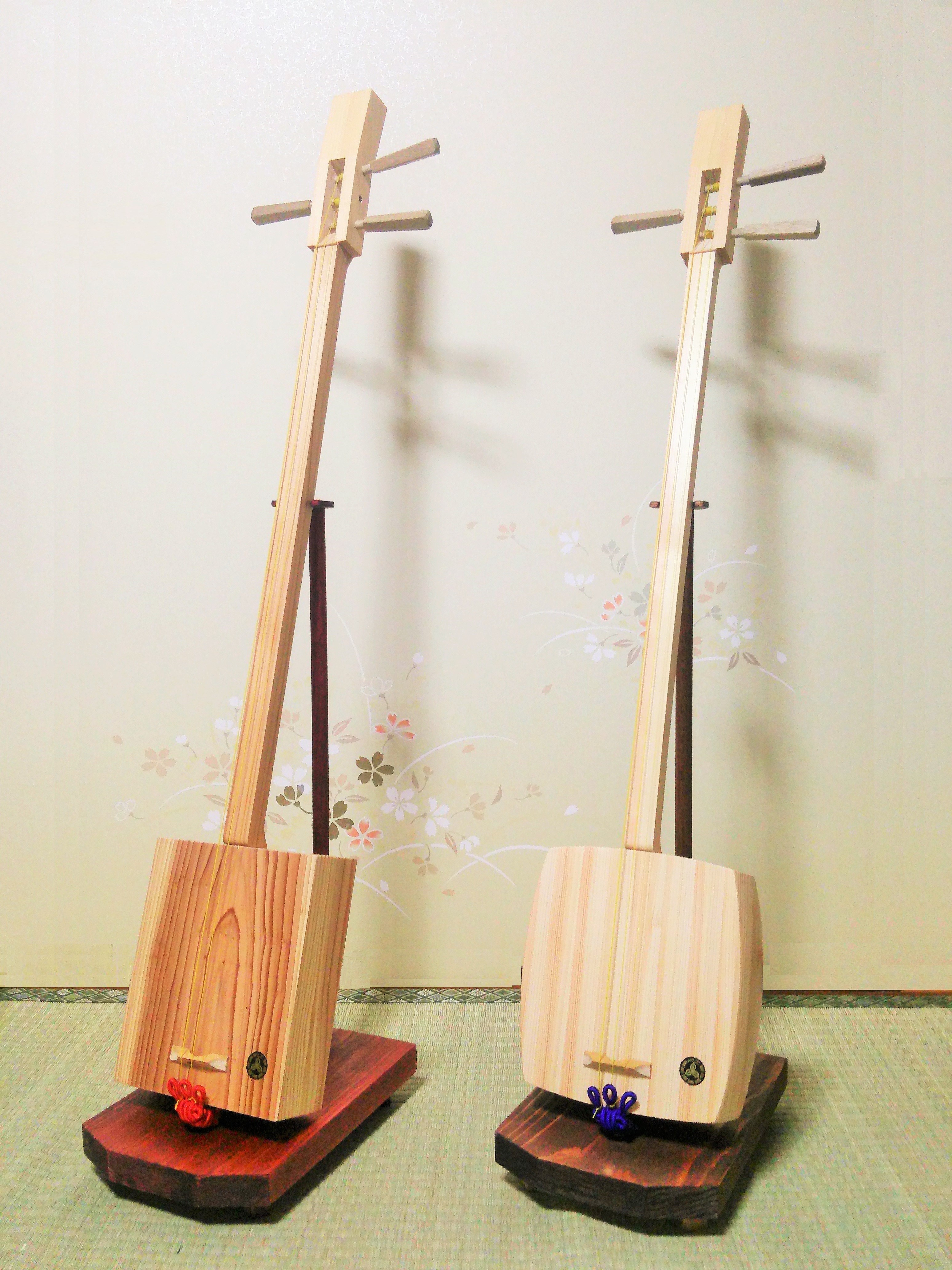
ゴッタンは角形と丸形とある。写真は宮崎県伝統工芸士 黒木俊美の規格で作られた上牧正輝の作品

ゴッタンは九州を中心に伝わる、三弦の民俗楽器である。別名「箱三線」、「板三線」とも呼ばれており、専ら九州地方で演奏されている。

## 概要
ゴッタンは九州地方、主に南九州を中心に九州全体で演奏されている民俗楽器である。
楽器の分類としては三味線や三線などと同じリュート系楽器に含まれ、三味線や三線などと同じく三本の弦を持ち、弦も三味線用の弦などと共有される。
ゴッタンは民謡唄などの伴奏楽器として1500年代頃からからもっぱら庶民の楽器として色濃く受け継がれて来た。初期の発祥としては南九州等の鹿児島や宮崎などであるが、時代が進むと共に福岡や熊本など九州各地に広がって行き定着した。
中世の九州では、一家にに一つはあるほど民間に定着しており、「なにはなくともゴッタン」と言われるほど、庶民の楽器として九州人に受け継がれてきた。
庶民のみならず、仏教僧や地元の神社の神楽などでも演奏されており、中世の九州においては、幅広く日常の一部として扱われていた。まさに海洋と火山の九州を象徴するような楽器である。 
また、沖縄(琉球)との交流などによって、沖縄の三線との互換性から琉球音階的要素を使用した民謡などが演奏されたりなどしており、沖縄からの影響を強く受けた楽器とも言える。 

## 特徴
ゴッタンの特徴としては釘などの金属を使わず全て木製で組み立てられており、胴箱には杉の板を張り付けて音を出しているのみであり、特に音が出るような穴などの機構は開けない。本州の三味線などに比べると些か原始的な作りであり、沖縄の三線のように一の弦にサワリが無い事や、棹の長さなど、随所に沖縄の影響を感じさせる部分がある。
音は質素な音でありながら、力強さを感じさせる澄んだ音であり、まさに九州らしい音色であると言える。
奏法としては、特に大きな特徴として、三味線のようなバチを使わずに、沖縄三線などと同じ様に「爪弾き(つまびき)」をする点が挙げられる。3つの弦を同時に弾く濁音に魅力があり、唄声を殺さず弾けるため、語りものに向き、唄が活きやすい。唄を織り交ぜながら楽器のリズムと張り上げる唄声、歌詞の面白さの三つが揃ってその魅力を存分に引き出せる。
明治以前に制作されたゴッタン(古ゴッタン)の全長はたいていが９０センチ前後で、１００センチくらいになる本州の三味線よりも明らかに小さく、現代の物より、より三線のサイズ感に近い。

## 歴史と起源

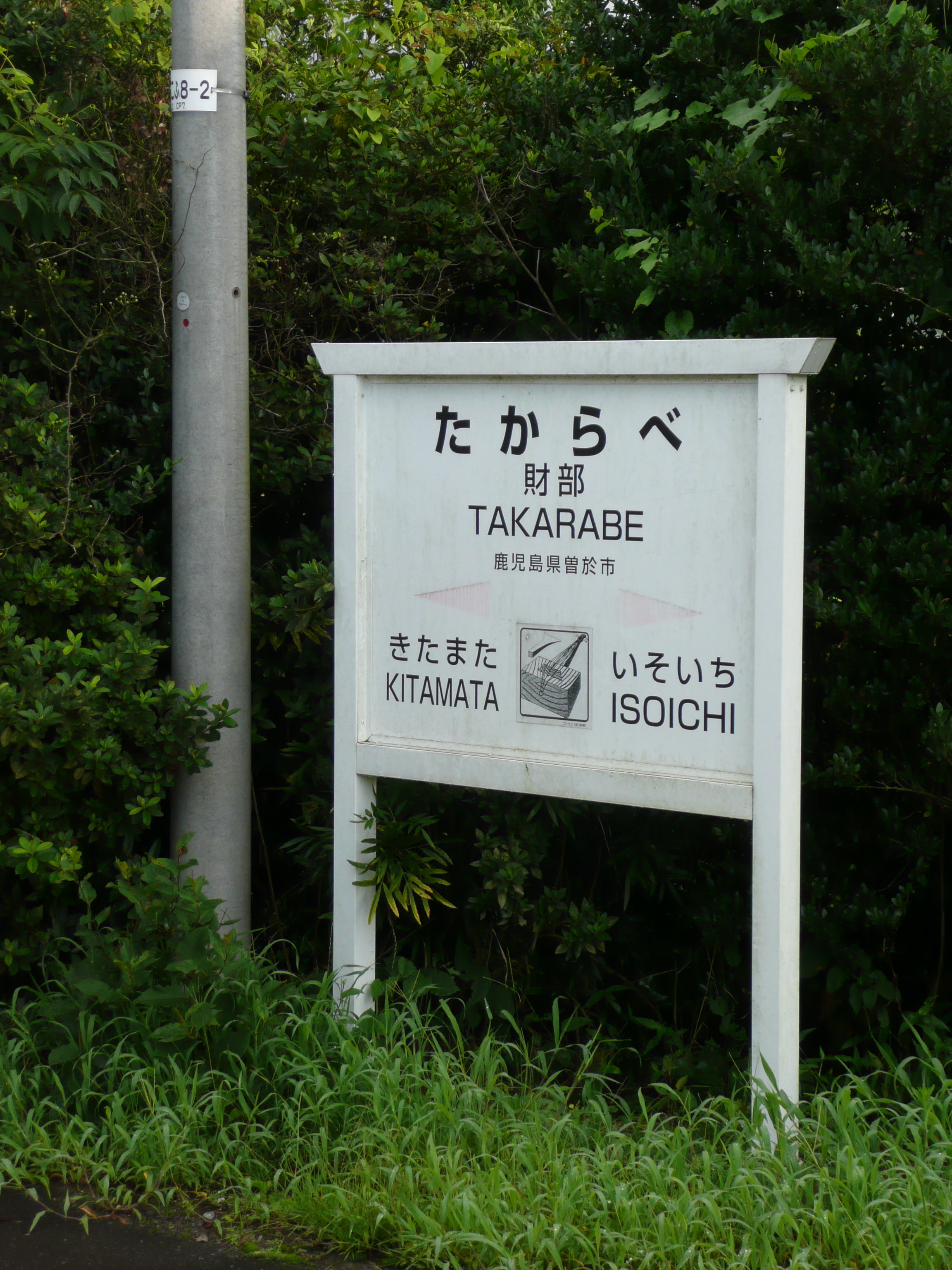
ゴッタンが描かれた財部駅駅名標

### 起源
ゴッタンの起源には大きく二つの説がある。
一つは、元々貴州省ミャオ族に伝わる三弦の楽器『古弾（）』を音読みで言うと「コタン」これが当時の人々に解釈されて「ゴッタン」と呼ばれる様になったと言う説。
二つは、沖縄地域に広まっていた三線は皮張りであった為、高価で庶民は気軽に手に入らなかった。そこで、薩摩の大工が新築のお宅の棟上げ前に余った材料で宴用に一晩で作った楽器として、ゴツくて不細工な「ゴッタマしい」語尾に鹿児島地方独特の言い回しで「～ドン」の派生語で「～タン」とつける言葉が重なってゴッタンと言うようになったとの説。
しかしこれらはどちらも俗説であり、確かな所は未だ分かっていない。
中国雲南省や貴州省などの照葉樹林帯の少数民族の生活、習俗、儀礼などは、日本文化との共通性が多く指摘されているが、その照葉樹林文化帯にのって日本にやってきたと考える学者も居る。「ゴッタンが伝えられる際、水神信仰につながる呪具（）、雨乞いの道具としての性格も併せ持っていたため、いつの時代でも民衆が手放さなかったのではないか」との民俗学者、鳥集忠男は「花和尚訪中記」の中で指摘している。

### 念仏
島津氏による一向宗の信仰弾圧があった際、信徒は洞穴などに隠れて念仏を唱えていたが、ゴッタンが定着するに連れ、念仏を唱える際ゴッタンを用いるようになった。唄の中に念仏を織り混ぜ役人に見つからないように、唄うように唱えていたという逸話がある。（宮崎県北諸県郡三股町には今も隠れ念仏洞が残されている。）下記の荷方節にその歌詞が残っている。
荷方節
西は西方の弥陀釈迦如来
拝もとすれば 雲掛かり
雲に邪心は 無けれども
我が身が 邪心で拝まれぬ
※雲は薩摩藩のことを意味している。

### 神社
九州の神社の祭りや神楽などでも広く演奏されており、仏教だけでなく、神道楽器としての側面も強く持っている。一例として、鹿児島神宮で毎年開催される初午祭ではゴッタン演奏の奉納が行われている。他にも薩摩藩と関わりのある岐阜県海津市にある、薩摩藩の平田靱負の木曽三川(長良川、木曽川、揖斐川)の御霊が葬ってある治水神社では、春の奉納祭としてゴッタンが演奏されている。

### 現代
近年、ゴッタンを専門に演奏する奏者や、その製作技術を担う職人の数は減少傾向にある。高度経済成長期以降、都市部への人口集中や生活様式の変化に伴い、地域に根ざした民俗芸能の多くが継承の危機に瀕してきた中で、ゴッタンも例外ではなかった。とりわけ楽器の製作には、木材の選定、乾燥、加工、組み立てといった一定の技術が必要とされるため、後継者の不足は深刻な課題となっている。
しかしその一方で、地域の伝統文化を見直す動きが各地で生まれており、鹿児島、宮崎、福岡などの地域では、郷土芸能保存会や公民館、民間団体などが中心となり、ゴッタンの演奏や製作技術の継承に力を注いでいる。
特に、鹿児島県の甑島では、「ゴッタン甑の会」という団体が存在しており、地元の有志や教育関係者によるゴッタンの普及活動が継続的に行われており、地域の子どもたちが演奏に親しむ様子が見られるなど、島の文化として着実に根づいているなど、九州全体で文化復興の兆しがある。

## 著名な奏者
かつてゴッタンの有名な奏者に荒武タミがいた。
荒武タミの演奏は、巧みな指捌きと唄で聴くものを魅了した。時に五本指全てを使って3つの弦をはじきながら演奏した。
また別の奏者においては弾きながら箱の下部を叩いて太鼓のかわりにリズムをとるという奏法も存在した。弦をはじくと同時に箱を叩く。南九州は民謡も違うが弦も叩き弾きをする。「九州の楽器 ゴッタン」と言われる由縁である。
現在では荒武タミの最後の弟子として橋口晃一が後継として演奏を引き継いでいた。
民間の楽器であったゴッタンは、九州ではあまりにもありふれた楽器であった為、文献にあまり奏者の名が残っていない。